# Affaire Wilfrid Regnault
Pour les articles homonymes, voir Regnault.
L'affaire Wilfrid Regnault est une affaire judiciaire entourant le meurtre d'une domestique et l'arrestation d'un homme, Wilfrid Regnault, condamné à mort le 29 août 1817 par la cour d'assises de l'Eure. 
Les éléments de l'enquête et les minutes du procès seront entièrement réexaminés par le député et journaliste Benjamin Constant qui publiera ses conclusions dans le journal La Minerve, en mars 1818. Une grâce royale sera accordée par Louis XVIII qui commuera sa peine en 20 ans de détention. Regnault sera finalement libéré en 1830.

## Contexte

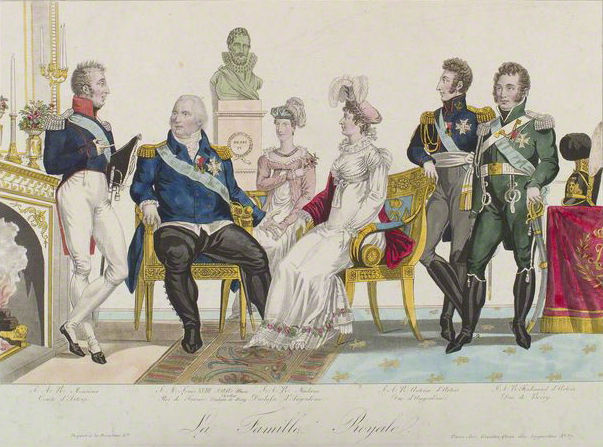
L'affaire éclate moins de deux ans après le retour des Bourbons sur le trône de France (Louis XVIII et la famille royale française)

En 1817, année durant laquelle éclate l'affaire, la France est occupée par les armées de la quadruple alliance et se remet difficilement des bouleversements politiques subis depuis 1814 (Première restauration - Cent jours - Seconde Restauration). L'année précédente dite année sans été, les mauvaises récoltes ont entrainé une flambée des prix, un début de famine et une recrudescence exceptionnelle de vols et de meurtres qui ont entrainé l’encombrement des tribunaux. Le nombre de condamnations atteint des sommets jusque-là inégalés.

## L'affaire

### Déroulement des faits
Le 1er mars 1817, Marguerite Heuzé, veuve Jouvin, une servante, est assassinée lors d’un vol commis au domicile de son maître situé dans le petit bourg normand d’Amfreville-la-Campagne. Le marquis de Blosseville, maire de la commune et le juge de paix, relayés rapidement par le parquet et le juge d’instruction font arrêter Wilfrid Regnault, un artisan de la commune où a été commis le crime car il serait censé connaître parfaitement les lieux et avoir, de plus, des besoins d’argent. Pour ce aux yeux du maire, ancien seigneur de la commune, l'homme qui est suspect d’avoir bénéficié de la Révolution est considéré comme avoir mauvaise réputation.

### Instruction, jugement et condamnation
Le 3 mars Wilfrid Regnault est en état d'arrestation. l'instruction est achevée le 8 mai et la Cour royale de Rouen renvoie l’accuse devant la Cour d’assises d’Évreux le 2 juillet. Le 29 août 1817 Wilfrid Regnault est condamné à mort. Par l'intermédiaire de son avocat Odilon Barrot, il se pourvoit en cassation contre le jugement.

## Intervention de Benjamin Constant

### Campagne médiatique

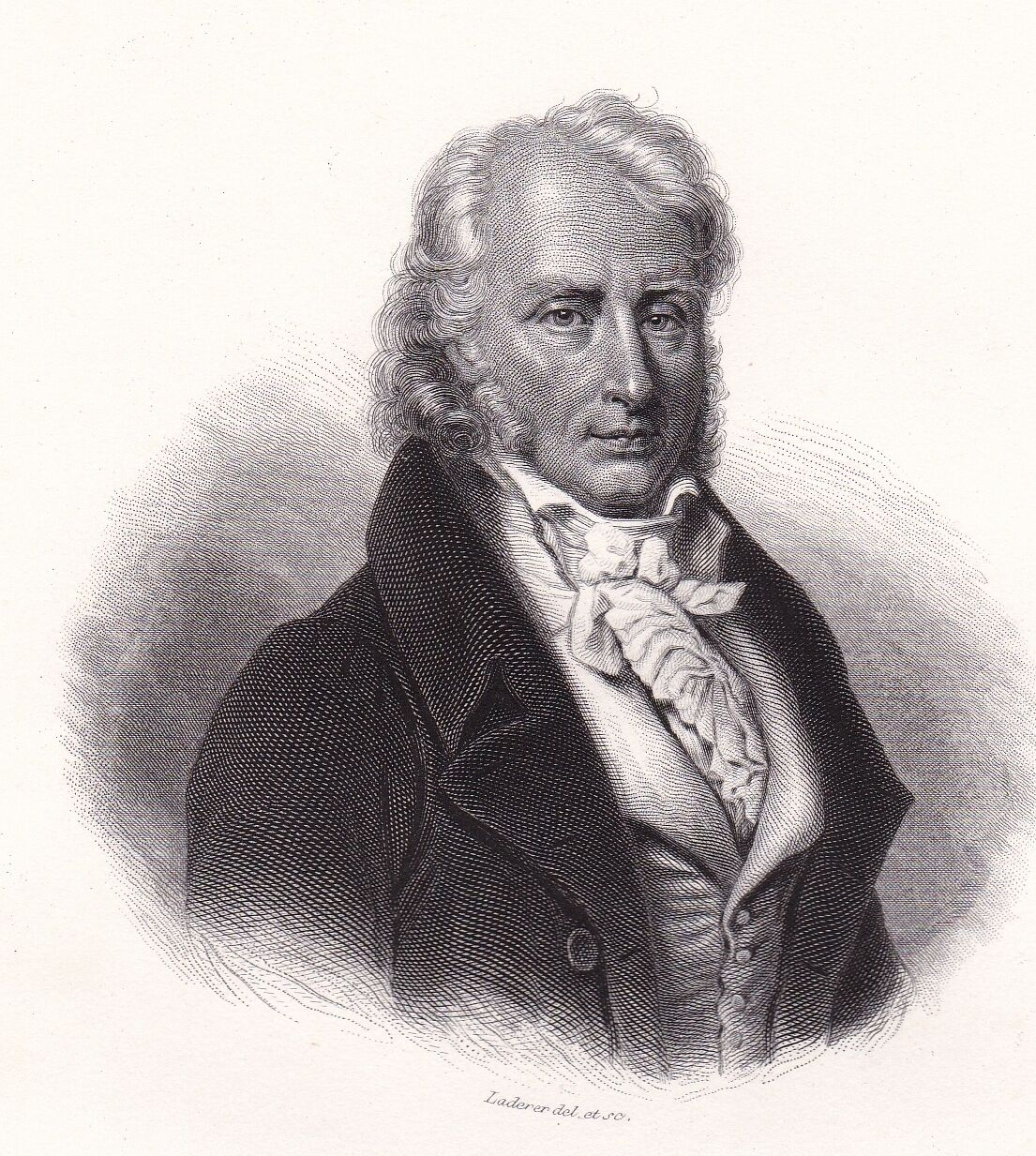
Benjamin Constant

Le journaliste et député français, d'origine suisse, Benjamin Constant, après avoir  rencontré et discuté avec Odilon Barrot, l'avocat de Wilfrid Regnault, estime que la réputation de l'accusé a contribué grandement à sa condamnation. Le maire de la petite commune, ancien député ultra de la Chambre introuvable de 1815, a participé à l'enquête, et s'est par la suite avéré l'auteur d'une note, parue dans la presse, calomnieuse à l'égard de Regnault.
Constant se lance dans une véritable enquête policière et reprend, dès lors, tous les éléments de l'enquête et poursuit, via ses écrits, la démarche que les avocats de Regnault avaient commencée : il confronte les témoignages, fait dresser un plan du village d'Amfreville, répertorie les incohérences et les contradictions des témoignages et lance une campagne de presse en faveur de Regnault.

### Recours en grâce
Le 3 avril 1818, le roi Louis XVIII accorde la grâce à Wilfrid Regnault et commue sa peine capitale en une peine de détention de vingt années. Le Journal des débats, publication proche des milieux conservateurs, indique dans son numéro du 4 avril 1818 :
« Aujourd'hui, nous croyons pouvoir assurer que quiconque aura suivi attentivement la marche de l'affaire Wilfrid Regnault [...] demeurera, comme nous, que la décision royale concilie tout à la fois le respect et la confiance qui sont dus à l'institution du jury avec ce que commande l'humanité, du moment que les doutes qui ne sont pas sans quelques apparences de fondement viennent réclamer en sa faveur. »